# 변수 (1861년)

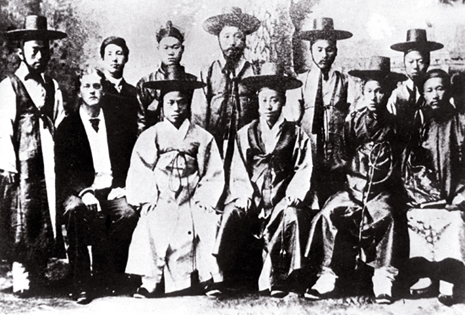
1883년 9월 미국에 파견된 조선의 보빙사절단원, 앞줄 왼쪽부터 부사 홍영식, 정사 민영익, 종사관 서광범, 미국인 로웰, 뒷줄 왼쪽부터 무관 현흥택 최경석, 수행원 유길준, 고영철, 변수

변수(邉燧, 1861년~1891년 10월 22일)는 조선 말의 개화파 관료, 정치가, 개화운동가이자 외교관이며 미국의 공무원이다. 본관은 원주(原州)이고, 다른 이름은 수(樹)이며, 자는 한명(漢明), 호는 소천(小泉)이다. 박규수, 오경석, 강위(姜瑋)의 문인이다.
1882년 일본 유학을 갔다가 임오군란으로 귀국하였으나, 제물포 조약 답례 수신사로 파견되는 박영효의 수행원으로 일본에 다녀왔으며, 1883년에는 조미수호통상조약의 답례로 전권대신 민영익이 미국에 파견될 때 수행원으로 다녀왔다. 귀국 후 1884년 7월 통리교섭통상사무아문(統理交涉通商事務衙門)의 주사로 임용되어 8월 우정국 주사, 군국사무아문 주사로 발령되었다. 그해 갑신정변에 참여하여, 정변 전후로 궁궐 내부 정보를 입수, 파악하였으며 거사 당시 1개의 행동대를 지휘하였다.
갑신정변이 실패하자 일본으로 망명했다가 1886년 1월 미국으로 유학, 베어리츠 언어학교를 마치고 1887년 9월 미국 메릴랜드 대학교에 입학하였다. 1890년부터는 미국 농무성의 직원으로 근무하였으나 1891년 모교 입구 정거장에서 열차 사고로 사망하였다. 사후 1895년 복권되었다가 김홍집 내각 붕괴로 추탈, 1908년 최종 복권된 뒤 1910년 증 종2품 가선대부 규장각부제학에 추증되었다.

## 생애

### 초기 활동
할아버지는 변준(邊準)이고 아버지는 역관 변진환(邊晉桓), 어머니는 강릉 최씨이다. 고려 말기의 무신 변안열의 아들 희정도총제부총제(喜靖都摠制府摠制) 변이(邉頤)의 후손으로, 변이의 아들 호군공 상근(尙覲)이 그의 선조이다. 상관의 동생 상회(尙會)의 아들로 그와 이름이 비슷한 원천군변수는 그의 방계 선조가 된다.
어려서 아버지의 친구인 강위에게 배웠다. 아버지 변진환이 강위를 초빙하여 가문의 자제들을 가르칠 때 5년을 수학하고, 나중에 강위의 거처를 따라가 5년을 더 수학하였다.
스승 강위가 김옥균과도 안면이 있는 사이였고, 그는 박규수·오경석의 문하에 출입하면서 김옥균을 알게 되었다. 1882년 1월 김옥균이 일본을 시찰할 때 수행하였다. 이때 그의 스승 중 한 사람인 강위도 사행길에 같이 가게 해달라는 부탁을 받고 그를 동행시켰다. 사절단이 일본에 있을 동안 그는 일본 교토로 건너가 양잠술과 화학에 관심을 가지고 공부하다 그 해 7월 임오군란이 일어났다는 소식을 듣고 학업을 중단하고, 귀국하였다.
그러나 임오군란이 진압되고 일본과의 제물포 조약이 체결되자, 그해 8월 조선 조정에서 일본측에 답례로 수신사를 파견할 때 수신사로 임명된 박영효의 수행원이 되어 서장관 서광범·김옥균·민영익·유혁로 등과 다시 일본으로 건너갔다. 김옥균 등이 차관교섭을 벌여 국채위임장에 대한 보장을 받는 동안 다시 양잠술과 화학 공부를 마치고, 1883년 3월 귀국하였다.

### 일본, 미국 견학
1882년 조미수호통상조약이 체결되어 그 결과로 1883년 5월 주조선미국공사 존 루시우스 푸트(John L. Foote)가 방문하자 답례사절을 선발하였다. 그는 자청하여 답례 사절단의 수행원을 지원하였다.
1883년 6월 11일 조선의 친선사절단인 보빙사가 미국에 파견될 때, 민영익을 전권대신으로 홍영식·유길준·서광범 등과 함께 사절단의 한 사람으로 임명돼 1883년 7월 인천항을 출발, 같은해 9월 2일 미국 샌프란시스코에 도착했다. 기차편으로 뉴욕에 도착한 후 40여 일 동안 미국에 체류하면서 미 대통령을 만나 면담하고 각 기관을 두루 시찰하고 귀국했다. 1884년 봄 일본을 경유하여, 귀국하였다.

### 갑신정변
1884년 김옥균 등 개화파와 함께 갑신정변을 주도하였으나 정변 실패로 일본으로 망명했다가 1886년 미국으로 건너갔다. 1884년 7월 통리교섭통상사무아문의 주사로 임용되었으며, 8월에는 우정국 주사가 되었다가 며칠 뒤 바로 군국사무아문의 주사로 재발령되었다. 이때 그는 일본에 파견된 사관생도들이 귀국함에 따라 김옥균·박영효·서재필 등과 함께 갑신정변 거사에 가담하고, 행동대의 하나를 이끌게 되었다.
이후 갑신정변 직전 대궐 안의 정보를 정탐하고, 정변 직전 사정을 신속하게 알아내 김옥균 등의 개화당 활동에 큰 도움을 주었다. 또한 그는 주조선일본영사관 영사 다케조에 신이치로(竹添進一郎)와 교섭하여, 일본 영사관군과 낭인들을 지원받았다. 12월 4일 저녁 우정국 낙성식을 계기로 정변이 발생하자 일본영사관군과 낭인들을 바로 동원하여 연경당(演慶堂) 경비를 맡게 되었다. 12월 5일 갑신정변이 성공하면서 바로 통정대부 외무아문참의로 승진했다. 그러나 청나라군의 개입으로 정변이 3일 만에 무너지자 일본공사 다케조에를 따라 일본 영사관에 숨었다가, 영사관 직원 기노시타의 집에서 일본인으로 변장하고 인천항에 도착, 센자이마루를 타고 일본으로 망명하였다.

### 피신 과정
12월 12일, 다케조에 공사가 이들의 피신을 주선하였다. 김옥균·박영효·이규완·정란교·서광범·변수 등 일행 9명은 창덕궁 북문으로 빠져나가 옷을 변복하고 인천주재 주조선 일본 영사관 직원 고바야시의 주선으로 제일은행지점장 기노시타의 집에 은신하였다. 그러나 묄렌도르프가 추격대대를 이끌고 오자, 기노시타의 배려로 일본인 옷으로 갈아입고 다시 제물포항에 정박중이던 쓰지 가쓰사부로(辻勝三郞)의 일본 상선 '센자이마루'(千歳丸)에 승선했다.
12월 13일 인천 제물포항에 있던 일본 상선 센자이마루에 박영효, 김옥균, 서광범 등과 함께 숨어있던 중 묄렌도르프가 병사들을 이끌고 추격, 외무독판 조병호(趙秉鎬)와 인천감리 홍순학(洪淳學)을 대동하고 다케조에에게 '국적(國敵) 김옥균 일행을 내놓을 것'을 요구하였다. 배안에서 이를 지켜보던 일행은 수중에 든 비상으로 자살까지 결심하였다. 우물쭈물대던 다케조에는 배로 올라와 일행에게 내렸으면 좋겠다는 뜻을 내보였다. 그러나 제물포항에 있던 일본인 교민들은 자국 공사의 비열함에 혀를 차며 질타했고, 선박의 선장 쓰지 가쓰사부로 역시 다케조에의 무책임함을 지적, 공사를 신뢰해서 이들을 태웠는데 이제 와서 내리라 하면 이들을 죽이는 것밖에 더 되느냐며 다케조에의 신뢰 없음을 질타하였다.
| “ | 내가 이 배에 조선 개화당 인사들을 승선시킨 것은 공사의 체면을 존중했기 때문이다. 이분들은 다케조에 신이치로 공사의 말을 믿고 모종의 일을 도모하다가 잘못되어 쫓기는 모양인데, 죽을 줄 뻔히 알면서도 이들더러 배에서 내리라는 것은 도대체 무슨 도리인가? 이 배에 탄 이상 모든 것은 선장인 내 책임이니 인간의 도리로는 도저히 이들을 배에서 내리게 할 수 없다. | ” |
|   | — 쓰지 가쓰사부로 |   |

쓰지는 묄렌도르프에게 그런 사람은 없으며, 일본의 선박을 함부로 수색할수는 없다, 임의로 수색했다가는 본국에 통보하여 외교 문제로 삼겠다며 묄렌도르프 일행을 되돌려보냈다. 쓰지의 배려로 박영효와 일행은 기적적으로 살아남을 수 있었다. 이들의 망명 사건은 1942년 7월 조용만의 단편 소설 배 안에서의 소재가 되었다.

### 미국 생활
1886년 1월 민주호(閔周鎬)·윤정식(尹定植) 등과 미국으로 건너가 베어리츠 언어학교에 입학하였다. 1887년 8월 베리언츠 언어학교를 졸업하였다.
1887년 9월 미국 메릴랜드 대학교 농과에 입학해 농학을 전공하고 1891년 졸업하여 한국인 최초의 미국대학 졸업생으로, 수석졸업자이다. 정확히 6월에 이학사 학위를 받았다. 대학 재학 시절인 1890년부터 미국 농무성 직원으로 근무했으며, 1891년 6월 메릴랜드 대학교 농과 졸업과 동시에 이학사(理學士) 학위를 취득하였다. 1891년 9월에는 농무성통계국 월보 제89호에 '일본의 농업'이란 글을 싣기도 게재하였다. 그러나 그해 10월 모교 메릴랜드 대학교를 방문했다가 돌아가던 길에 대학 정거장에서 열차를 기다리던 중 열차 사고로 사망하였다.

### 사후
그의 시신은 메릴랜드 대학 근처에 있는 아멘데일 공동묘지에 안장되었으며, 묘비에는 한글로 '벤수'라고 쓰여 있다.
1895년 3월 1일 당시 법무대신 서광범의 상주로 복권되었다가 김홍집 내각이 실각하면서 취소되었다. 1908년(융희 1년) 3월 25일 최종 사면 복권되고, 1910년(융희 4년) 7월 18일 정변으로 희생된 자들을 복권할 때 증 종2품 가선대부 규장각 부제학에 추증되었다.
1994년 메릴랜드 대학에서는 그의 생애가 상징하는 한 세기를 기념하여 '변수장학금'을 설립키로 하였다.

## 가족 관계
- 증조부 : 변준(邉準)
  - 아버지 : 변진환(邉晉桓)
  - 어머니 : 강릉최씨

## 같이 보기
- 서재필
- 유길준
- 박영효
- 김옥균
- 신복모
- 이규완
- 정난교
- 유혁로
- 유성준
- 윤경순